# Ragnar Pedersen
Ragnar Pedersen (28 aprile 1906 – 7 settembre 1984) è stato un calciatore norvegese, di ruolo attaccante.

## Carriera

### Club
Pedersen vestì la maglia dell'Odd. Con questa maglia, vinse la Coppa di Norvegia 1931

### Nazionale
Disputò 6 partite per la Norvegia, con 3 reti all'attivo. Esordì il 5 giugno 1932, andando anche in rete nel 3-0 inflitto all'Estonia.

## Palmarès

### Club

#### Competizioni nazionali
- Coppa di Norvegia: 1

Odd: 1931